# Alano Maria Pena
Alano Maria Pena OP (ur. 7 października 1935 w Rio de Janeiro) – brazylijski duchowny katolicki, dominikanin, arcybiskup metropolita Niterói w latach 2003–2011.

## Życiorys
Od 1956 roku członek Zakonu Kaznodziejskiego. W 1961 roku otrzymał święcenia kapłańskie. Był m.in. prefektem studiów oraz ojcem duchownym niższego seminarium zakonnego w Rio de Janeiro, dyrektorem wydziału edukacji religijnej w tymże mieście, a także koordynatorem archidiecezjalnym ds. duszpasterskich.
W 1975 został mianowany biskupem pomocniczym archidiecezji Belém do Pará i biskupem tytularnym Vardimissa. Od lipca 1976 koadiutor prałata terytorialnego Marabá, 10 listopada tegoż roku objął rządy w prałaturze (od 1979 diecezji). 11 lipca 1985 roku przeniesiony na ordynariusza diecezji Itapeva. Od 24 listopada 1993 biskup Nowego Fryburga.
24 września 2003 roku otrzymał funkcję arcybiskupa metropolity Niterói. Ingres odbył się 23 listopada 2003. 30 listopada 2011 papież przyjął jego rezygnację z urzędu, złożoną ze względu na wiek.